# Рей (морской термин)

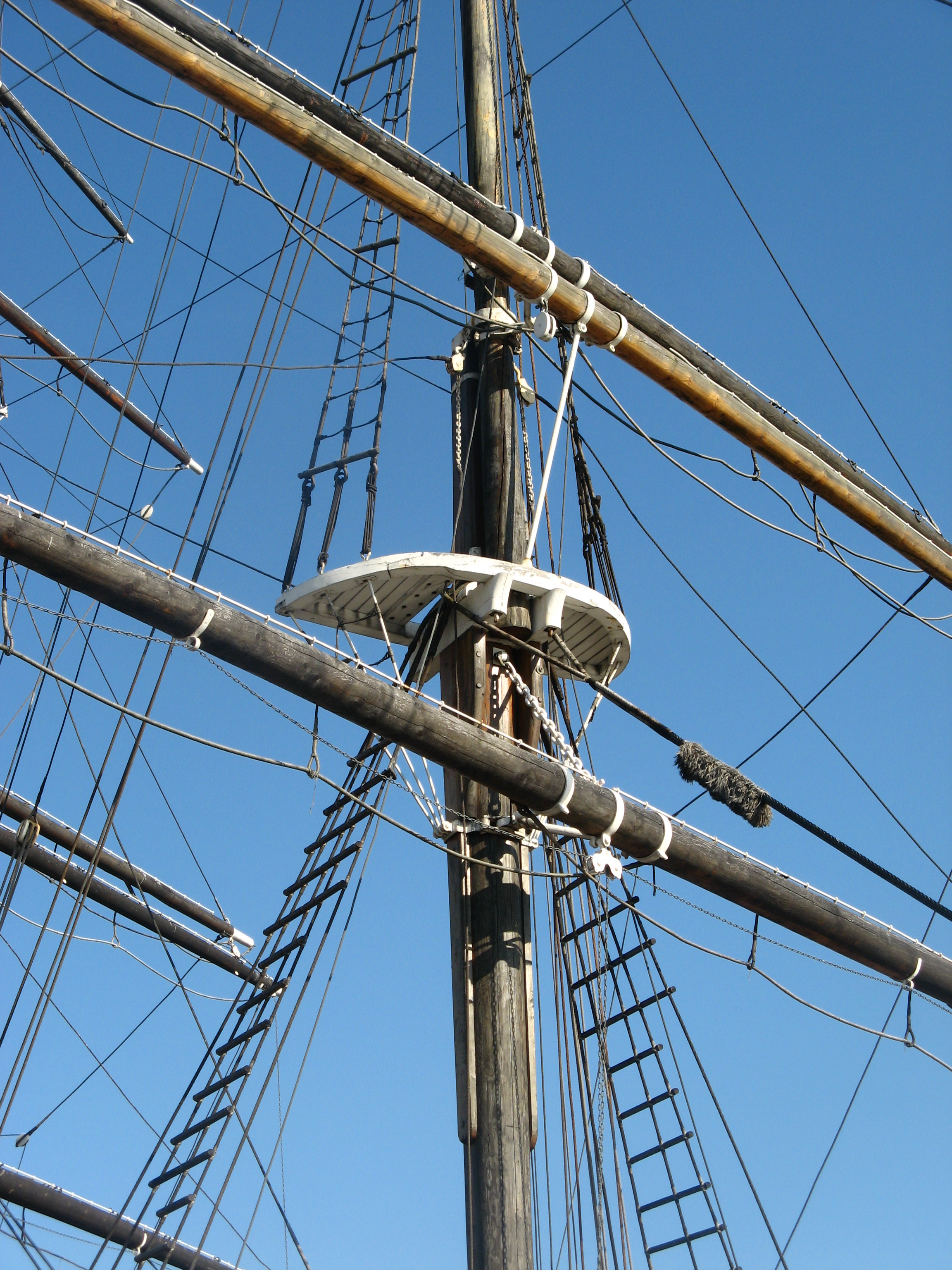
Реи парусного судна

Рей (ре́я, райна, от нидерл. ree) — горизонтальное рангоутное дерево, подвешенное за середину при помощи боргов и бейфута к мачте или стеньге. 

## История
Рея (рей) предназначена для постановки прямых парусов или крепления сигнальных фалов и фигур (конусов, шаров и прочего). Рей для подъёма сигнальных флагов и фигур называют «сигнальным».
Реи зовутся по мачте и по колену мачты, в зависимости от того, к какой мачте принадлежат реи, а также от местоположения на мачте, они получают дополнительные наименования:
- Фока-рей, фор-марса-рей, фор-брам-рей, фор-бом-брам-рей, фор-трюм-рей, фор-мун-рей на фок-мачте
- Грота-рей, грот-марса-рей, грот-брам-рей, грот-бом-брам-рей, грот-трюм-рей, грот-мун-рей на грот-мачте
- Бегин-рей, крюйсель-рей, крюйс-брам-рей, крюйс-бом-брам-рей, крюйс-трюм-рей, крюйс-мун-рей на бизань-мачте

В конце XVI — начале XVII века на бушприте обычно устанавливали маленькую мачту — блинда-стеньгу с небольшим блинда-стень-реем. Примерно с середины XVIII века вместо блинда-стеньги ставили утлегарь с небольшим реем — бом-блинда-реем.
В вертикальной плоскости концы рея поддерживают топенантами, в горизонтальной плоскости рей может быть повёрнут с помощью брасов. Разворачивание реев с помощью брасов называют «брасопкой» (от глагола «брасопить, брасовать»).
Под реем обычно протягивают специальные тросы, служащие опорой при работе с парусами.

## Видеоматериалы
Видеоролик показывающий рей на учебном парусном судне Гаяс.